# Eriotheca crassa
Eriotheca crassa är en malvaväxtart som först beskrevs av Uitt., och fick sitt nu gällande namn av André Georges Marie Walter Albert Robyns. Eriotheca crassa ingår i släktet Eriotheca och familjen malvaväxter. Inga underarter finns listade i Catalogue of Life.